# Эгиз-Оба
Эгиз-Оба (Бахчисара́йское водохрани́лище; крымскотат. Egiz Oba) — водохранилище в Крыму, рядом с Бахчисараем.
Объём воды — 6,89 млн м³. Размеры водоёма — 0,7 на 0,9 км, длина береговой линии — 3,67 км. Площадь водного зеркала — 0,995 км². Глубина достигает 16,6 метра.

## География
Располагается на высоте 128,8 метра над уровнем моря в пологой балке Эгиз-Оба в относительной близости к долине Качи (место, где Кача минует Внутреннюю гряду Крымских гор, образуя относительно узкий каньон, который называется «Качинские ворота»). Заполняется водами реки Качи, среднемноголетний расход воды (у села Суворово) — 1,24 м³/с, что составляет 39 млн м³ в год.
Поблизости находятся: гора Эгиз-Оба (158 м), деревни Дачное и Мостовое; проходит автодорога Бахчисарай — Ялта 35Н-020 — ответвление от трассы Таврида А291.

## История
Строительство плотины началось в 1927 году в низовьях балки Эгиз-Оба. В 1935 году объект был введён в эксплуатацию. В 1982 году проводилась реконструкция водохранилища, его ёмкость была увеличена. Высота плотины — 20,75 метра.

## Использование
Ранее использовалось как источник питьевой воды (водоснабжение) и для сельскохозяйственного использования (орошения).
На 2021 год — только сельскохозяйственное использование (орошение), поскольку поверхностный сток попадает в него из районов застройки. Ранее на водоёме имелось рыбохозяйство. В настоящее время (на 2021 год) купание и рыбалка запрещены. Водохранилище является наиболее динамичным по уровню в Крыму в связи с тем, что в летние месяцы дебит сильно снижается, а испарение с водного зеркала наоборот возрастает.